# Магнет (мифология)
Магнет (др.-греч. Μάγνης) — персонаж греческой мифологии из фессалийского цикла, эпоним и первый царь Магнесии в Фессалии.
Разные античные авторы называют Магнета сыном Эола и Энареты, Зевса и Фии, дочери Девкалиона, или Аргуса, сына Фрикса, и Перимелы. Согласно «Каталогу женщин», Магнет был братом Македона, эпонима Македонии, отцом Полидекта и Диктиса, которых родила, по данным Псевдо-Аполлодора, морская нимфа. Эти сыновья Магнета фигурируют в источниках как жители острова Сериф в Кикладском архипелаге, что может говорить о наличии в архаическую эпоху колонизационных потоков из Южной Фессалии на Киклады.
Согласно схолиям к «Финикинякам» Еврипида, у Магнета была жена Филоника, мать Евринома (лапифа или кентавра) и Эионея, которого упоминают как одного из женихов Гипподамии либо тестя Иксиона. Схолиаст «Илиады» пишет о жене Магнета Мелибее, о её сыне Алекторе и о городе у подножия Пелиона, который Магнет назвал в честь супруги.
Магнета называют ещё отцом Пиера, Лина, Глафира (эпонима города Глафиреи в Фессалии). Муза Каллиопа родила от него сына Гименея, в которого был влюблён Аполлон.